# Eberhard Fechner
Eberhard Fechner (21 de octubre de 1926 - 7 de agosto de 1992) fue un actor y director cinematográfico y televisivo de nacionalidad alemana.

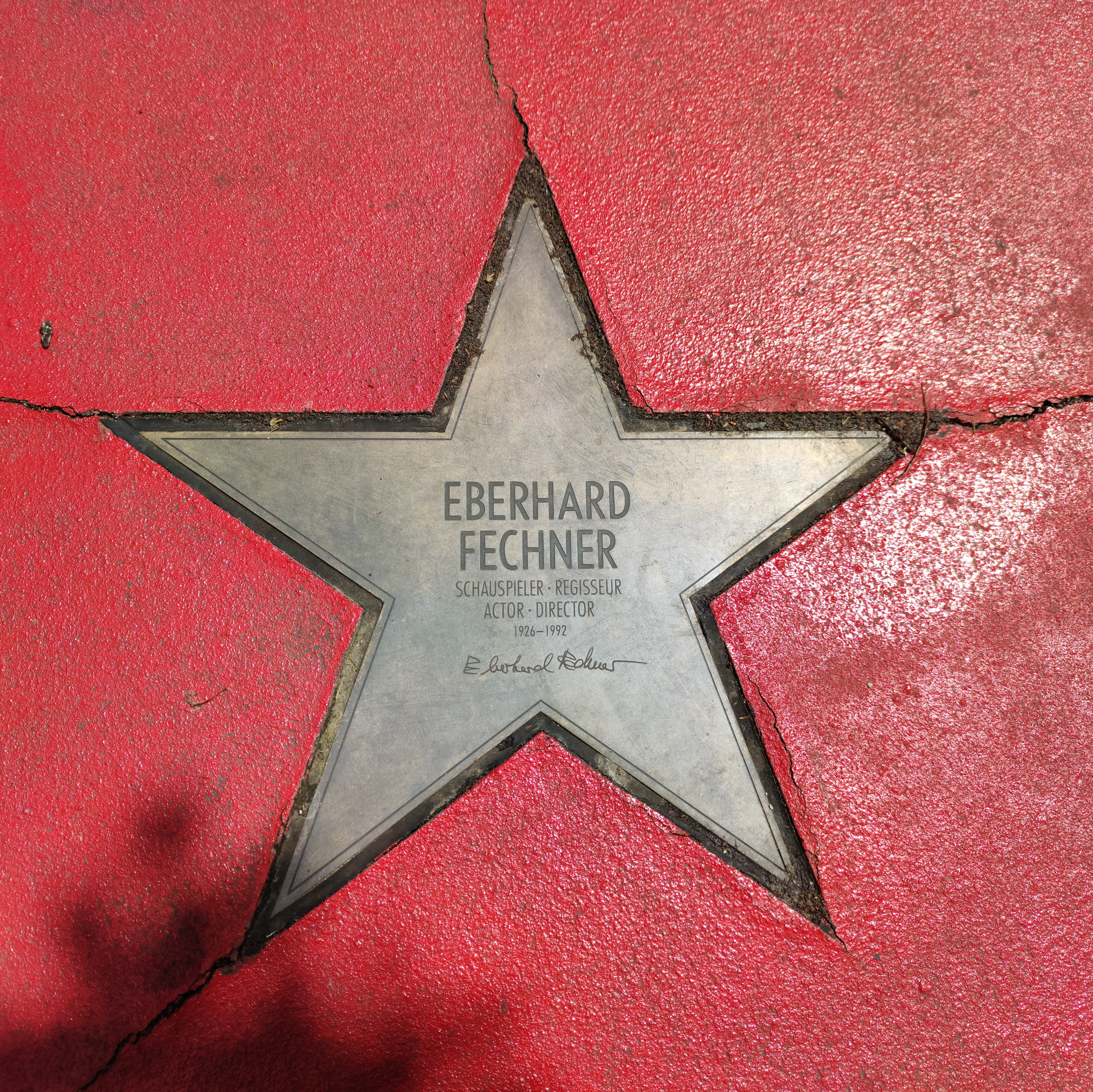
Fechner

## Biografía
Nacido en Legnica, en aquel momento parte de Alemania, y en la actualidad de Polonia, sus padres eran Paul Fechner, maestro, y su esposa, Charlotte. Tras divorciarse sus padres, Sternsdorff se crio en Berlín junto a su madre. Finalizada su educación secundaria, en 1943 inició estudios de comercio. El 1 de marzo de 1944 fue reclutado para el servicio militar, resultando herido en abril de 1945 en Český Krumlov y quedando bajo cautiverio estadounidense. 
Desde 1946 a 1948 estudió en la escuela de actuación del  Deutsches Theater de Berlín, actuando el 3 de abril de 1947 en su Kammerspiele. En 1948 fue a Bremen, y desde 1949 a 1952 actuó en el Freie Volksbühne. En 1951 fundó su propio club teatral, y actuó en diferentes teatros de Berlín, Hamburgo, Hannover y Celle. A partir de 1961 y durante dos años fue ayudante de dirección en el Piccolo Teatro di Milano, volviendo en 1963 a Alemania, donde fue actor y director en Constanza, Bremen y Hamburgo. 
A partir de 1953, Eberhard Fechner fue también actor cinematográfico, pero sobre todo televisivo. En 1965 fue contratado por la NDR como ayudante de redacción, lo cual le dio la oportunidad de dirigir sus propias películas, especializándose en el documental. En 1969 realizó el documental Nachrede auf Klara Heydebreck. Otro destadado documental fue Klassenphoto, acerca de los estudiantes del Lessing-Gymnasium de Berlín En 1975 rodó una producción de tres horas de duración, Tadellöser & Wolff, y en 1979 escribió y dirigió Ein Kapitel für sich. 
Fechner fue también un entrevistador de talento. Así, en 1975 entrevistó a cuatro miembros del grupo Comedian Harmonists, y en 1979-81 a varios testigos y acusados en el juicio Majdanek con motivo de su documental Der Prozeß.
Aparte de dicha actividad, Fechner continuó actuando en diferentes producciones televisivas. 
Eberhard Fechner se casó en 1949 con Margot Krell. A mediados de los años 1950 se casó con Ingrid Fechner, que falleció en 1965. En 1967 se casó una tercera vez, con Jannet Geffken, que fue colaboradora suya en diferentes producciones. 
Eberhard Fechner falleció en Hamburgo, Alemania, en el año 1992. Fue enterrado en el Cementerio Riensberger de dicha ciudad.

## Filmografía
- 1953 : The Man Between
- 1954 : Frau Holle
- 1955 : Straßenknotenpunkt (TV)
- 1956 : Ein Mädchen aus Flandern
- 1956 : Zehn Jahre und drei Tage
- 1957 : Ein Ausgangstag (TV)
- 1957 : Bekenntnisse des Hochstaplers Felix Krull
- 1962 : Der Schlaf der Gerechten (TV)
- 1965 : Ein Tag. Bericht aus einem Konzentrationslager (TV)
- 1965 : Im Schlaraffenland (TV)
- 1966 : Hafenpolizei (serie TV), episodio Der Nerz
- 1966 : Preis der Freiheit (TV)
- 1966 : Das Märchen (TV, ayudante de dirección)
- 1967 : Selbstbedienung (TV, guion y dirección)
- 1967 : Zuchthaus (TV)
- 1967 : Die Verfolgung und Ermordung Jean Paul Marats (TV)
- 1968 : Vier Stunden von Elbe 1 (TV, dirección)
- 1968 : Über den Gehorsam (TV)
- 1969 : Damenquartett (TV, guion y dirección)
- 1969 : Dem Täter auf der Spur (serie TV), episodio Das Fenster zum Garten
- 1969 : Der Versager (TV, guion y dirección)
- 1969 : Altersgenossen (TV)
- 1969 : Nachrede auf Klara Heydebreck (documental TV, guion y dirección)
- 1970 : Gezeiten (TV, guion y dirección)
- 1970 : Klassenphoto (documental TV, guion y dirección)
- 1971 : Tatort (serie TV), episodio Frankfurter Gold
- 1971 : Zwei Briefe an Pospischiel (TV)
- 1971 : Geheimagenten (TV, guion y dirección)
- 1973 : Bauern, Bonzen und Bomben (miniserie)
- 1973 : Aus nichtigem Anlaß (TV, guion y dirección)
- 1975 : Tadellöser & Wolff (miniserie, guion y dirección)
- 1976 : Lebensdaten (TV, guion y dirección)
- 1976 : Die Comedian Harmonists - Sechs Lebensläufe (documental TV, guion y dirección)
- 1977 : Winterspelt 1944 (guion y dirección)
- 1979 : Ein Kapitel für sich (miniserie, guion y dirección)
- 1981 : Die Knapp-Familie (miniserie)
- 1982 : Die Geschwister Oppermann (miniserie)
- 1984 : Der Prozeß (documental TV, guion y dirección)
- 1984 : Im Damenstift (documental TV, guion y dirección)
- 1986 : Abschiedsvorstellung (TV)
- 1988 : La Paloma (documental TV, guion, dirección y producción)
- 1988 : Ödipussi
- 1990 : Wolfskinder (documental TV, guion, dirección y producción)

## Galardones
- 1970: Premio Adolf Grimme de plata por Nachrede auf Klara Heydebreck
- 1970: Deutscher Kritikerpreis (cine) por Nachrede auf Klara Heydebreck
- 1971: Verleihung der Goldenen Kamera por Nachrede auf Klara Heydebreck
- 1972: Premio Adolf Grimme de plata por Klassenphoto
- 1975: Prix Italia por Tadellöser und Wolff
- 1976: Premio del Ministerio de Cultura de Renania del Norte-Westfalia por Tadellöser und Wolff
- 1976: Premio Adolf Grimme de oro por Unter Denkmalschutz
- 1976: DAG-Preis por Unter Denkmalschutz
- 1977: „Estrella del año“ de AZ München por Comedian Harmonists
- 1980: Verleihung der Goldenen Kamera por Ein Kapitel für sich
- 1980: Premio Goldener Gong de la revista Gong por Ein Kapitel für sich
- 1981: Premio Jakob Kaiser por Ein Kapitel für sich
- 1983: Festival Internacionales de Cine de París: Medalla de oro por Winterspelt 1941
- 1984: Deutscher Kritikerpreis (televisión)
- 1985: Preis der deutschen Filmkritik a su carrera
- 1985: Premio Adolf Grimme al conjunto de su carrera
- 1985: Premio Alexander Zinn de la ciudad libre y hanseática de Hamburgo
- 1985: Premio Eduard Rhein por Der Prozeß
- 1989: Telestar por La Paloma
- 1991: Premio Goldener Gong por Wolfskinder
- 1991: Medalla del arte y de la ciencia de la ciudad libre y hanseática de Hamburgo
- 2011: Estrella en el Paseo de la Fama de Berlín